# 5-я Бастионная улица (Севастополь)
5-я Бастионная — улица в Ленинском районе Севастополя  между улицей Пирогова и Площадью Восставших. На улице расположено кладбище Коммунаров, сквер на месте 5-го бастиона с памятниками воинам 5-го бастиона и 49 коммунарам.

## История
Улица получила наименование в 1905 г., когда отмечалось 50-летие Первой обороны Севастополя в честь 5-го бастиона, защищавшего город с западной стороны. В это же время был установлен обелиск защитникам этого бастиона в Сквере 5-го бастиона. Разбивку сквера на бастионе, люнете Белкина и на редуте Шварца сделал Ф. О. Энберг. Великий князь Александр Михайлович утвердил его проект 20 октября 1904 года в Санкт-Петербурге. Проект Энберга предусматривал установку памятников воинам 5-го бастиона, люнета Белкина и редута Шварца. Последний осуществлен не был. 
За 5-м бастионом находился Люнет Белкина, который соединялся каменной оборонительной стеной с 6-м бастионом. 